# Enboodhoo (Kaafu)
Pour les articles homonymes, voir Enboodhoo.
Enboodhoo (ou Eboodhoo) est une petite île inhabitée des Maldives. Elle constitue une des îles-hôtel des Maldives en accueillant le Embudhu Village Resort depuis 1979.

## Géographie
Enboodhoo est située dans le centre des Maldives, dans le Nord-Est de l'atoll Malé Sud, dans la subdivision de Kaafu. 